# Endingen (Rapperswil)

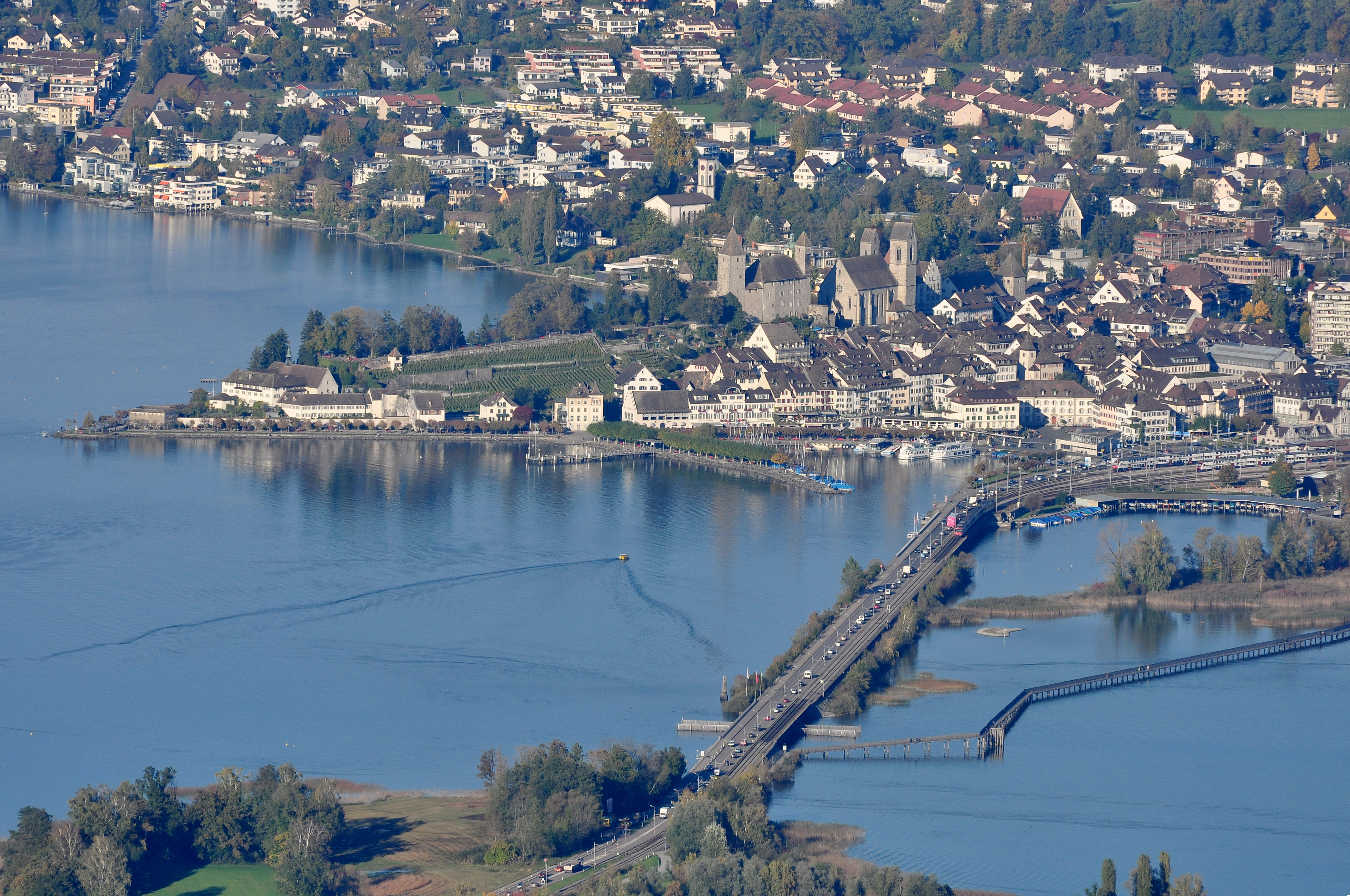
Die Rapperswil Halbinsel am Zürichsee

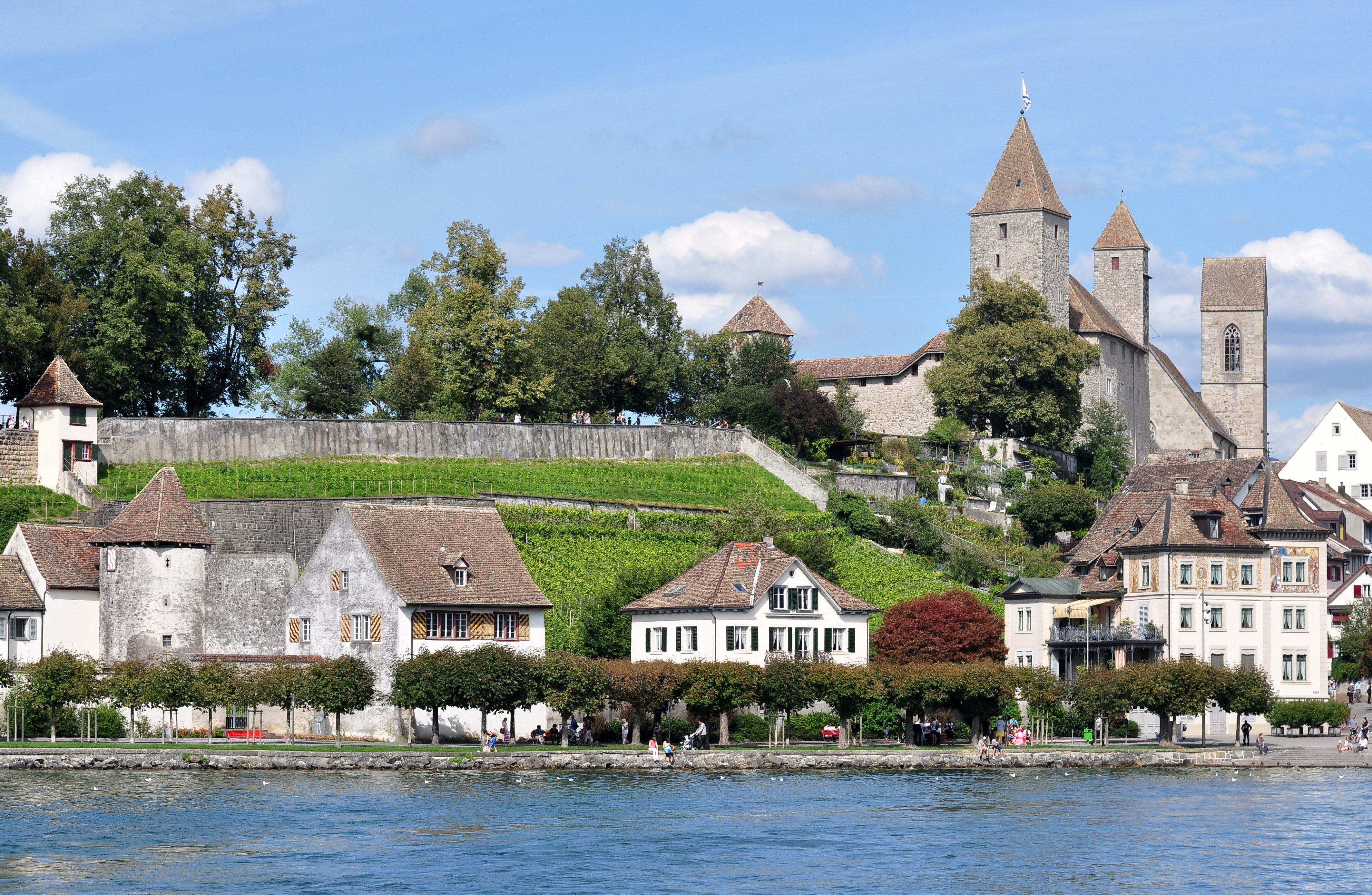
Die ungefähre Lage des Zentrums von Endingen: Endingerturm-Einsiedlerhaus und Curti-Haus im Vordergrund, im Hintergrund der Lindenhof mit dem Weingut Schlossberg und rechts den Türmen von Schloss und Stadtpfarrkirche, Ansicht vom Dampfschiff Stadt Rapperswil

Endingen ist die Vorgängersiedlung der um das Jahr 1200 von den Rapperswilern gegründeten Stadt Rapperswil, einem Ortsteil der Schweizer Gemeinde Rapperswil-Jona im Kanton St. Gallen.

## Lage
Die vermutlich von Weinbauern, Fischern und Fährleuten bewohnte Siedlung erstreckte sich wahrscheinlich entlang des südlichen Ausläufers des Lindenhof genannten zentralen Hügels in der heutigen Altstadt von Rapperswil, ungefähr im Bereich zwischen der Bastion Endingerturm-Einsiedlerhaus der mittelalterlichen Stadtmauer von Rapperswil und dem Fischmarktplatz. Die Siedlung lag im östlichen Teil einer Halbinsel am Zürichsee, gebildet von der Kempratner Bucht und der Seeenge zwischen Hurden und Rapperswil, dem sogenannten Seedamm von Rapperswil. 

## Geschichte
Archäologisch erforscht ist das frühbronzezeitliche Inseldorf an der Fundstelle Rapperswil-Jona-Technikum, eine Feuchtbodensiedlung, deren Überreste sich heute unter Wasser befinden. Die Fundstelle Technikum befindet sich rund dreihundert Meter südöstlich des wahrscheinlichen Zentrums von Endingen.
Wiederum sehr gut erforscht ist der benachbarte Vicus Centum Prata, der wahrscheinlich auf eine keltische Gründung zurückgeht und dessen Entwicklung sich im Rahmen der gallo-römischen Nachfolgesiedlung Kempraten gut nachverfolgen lässt. Ebenso ist in der frühmittelalterlichen Siedlungsphase ein Fährbetrieb zwischen den Seeufern, den Inseln Lützelau und Ufenau sowie wahrscheinlich auch mit der Siedlung bei Endingen belegt, der sich im Hochmittelalter an diese Stelle verlagert haben soll.
Die Hochmittelalterliche Siedlung Endingen ist bislang archäologisch nicht erfasst, Urkunden und frühmittelalterliche Besitzverhältnisse verweisen aber zumindest indirekt auf eine Vorgängersiedlung der mittelalterlichen Stadt Rapperswil. Im Jahr 744 ging die östliche Halbinsel als Schenkung an das Kloster St. Gallen. Das Kloster Einsiedeln sicherte sich um das Jahr 981 das Fährrecht für den Pilgerverkehr über den Zürichsee und den Besitz des Landes bei der Anlagestelle beim sogenannten Einsiedlerhaus. Im gleichen Jahr soll auch das Rebgut auf dem Schlossberg, ursprünglich im Besitz des Klosters Einsiedeln, erstmals urkundlich erwähnt sein, Weinbau bereits 972. Neben den beiden Klöstern besass das 1206 gegründete Kloster Rüti ein Amthaus in Endingen, beim heutigen Hotel Schwanen gegenüber dem Curti-Haus. Mit der Stadtgründung wurde die Siedlung in die nach 1220 gebaute Stadtmauer miteinbezogen.